# Charles Cunningham Boycott
Charles Cunningham Boycott, né le 12 mars 1832 dans le Norfolk et mort le 19 juin 1897 à Flixton dans le Suffolk, est une personnalité britannique qui est d'abord capitaine dans les Forces armées britanniques avant de démissionner pour devenir intendant d'un propriétaire terrien sur l'île d'Achill puis à Lough Mask dans le comté de Mayo, en Irlande.
C'est dans ce comté que se passe l'événement qui rend son nom célèbre, puisque c'est contre lui qu'est lancé le premier blocus répertorié de l'histoire contemporaine, même s'il n'est pas appelé « boycott » à l'époque.

## Histoire
John Crichton, troisième comte Erne possédait des terres qu'il faisait administrer par Charles Cunningham Boycott, ancien capitaine de l'armée britannique. Durant l'été 1879, à l'appel du dirigeant de la Ligue Agraire (Land League) Charles Stewart Parnell et face à de mauvaises récoltes cette année-là, les fermiers se coordonnèrent afin d'obtenir du comte Erne une réduction de 25 % de leurs loyers sur la même période. Celui-ci refuse et envoie le capitaine Boycott expulser les mauvais payeurs. Boycott subit un blocus de leur part qui alla jusqu'à sacrifier une récolte, les mercenaires moissonneurs, protégés par l'armée britannique, étant arrivés trop tard. Cette action très dure entraîna sa ruine.
Le patronyme de Charles Cunningham Boycott deviendra vite un nom commun synonyme de quarantaine. En France, le verbe « boycotter » est forgé dès 1880. L'« incident Boycott » est relayé dans Le Figaro du 17 novembre 1880.